# ミリチャル
ミリチャル（モンゴル語: Miričar、中国語: 密里察児、? - 1267年）は、13世紀後半にモンゴル帝国の華北方面タンマチ（辺境鎮戍軍）副司令官を務めた人物。『元史』などの漢文史料では密里察児(mìlǐcháér)と記される。また、『元史』世祖本紀に登場する「タルグン・コルチ（Tarγun Qorči）」はミリチャルの別名であったと考えられている。「Miričar」と「Tarγun」はともにモンゴル語で「肥満」「太った」を意味する。

## 概要
ミリチャルは「四駿」と讃えられた建国の功臣ボロクルの一族で、ヒタイ（華北）方面タンマチの指揮官タガチャルの孫として生まれた。ミリチャルの父のベルグテイが1258年（戊午）に南宋との戦いの中で陣没すると、ミリチャルは南宋遠征司令官のクビライから父祖同様に河南駐屯軍の指揮官に任命された。中統3年（1262年）、南宋との最前線に西方の「河南統軍司」と東方の「山東統軍司」という二つの軍司令部が設置され、ミリチャルは前者の長官（河南路統軍使）に抜擢された。ミリチャルが統轄する「河南統軍司」は亳州から均州に至る河南一帯に駐屯する万人隊を統轄したという。
中統5年（1264年）、南宋前線の州都を駐屯守備するため、河南の屯田民3〜4千人を「保甲・丁壮・射生軍」に充てる提言がなされた。この提言はクビライの認可を得て実行に移され、新編成された「保甲・丁壮・射生軍」のダルガチにはミリチャルが抜擢された。「河南路統軍使」と「河南保甲・丁壮・射生軍ダルガチ」を兼ねるミリチャルは、河南に駐屯するモンゴル諸軍の中でもかなり高位の指揮官であったと考えられている。
その後、襄陽・樊城の戦いに加わったが、至元4年（1267年）に陣没した。死後、ミリチャルの地位は弟のスルドタイが継いだ。

## 子孫

### アルクイ
アルクイはミリチャルの長男で、叔父に当たるスルドタイの死後、その地位を継承した。至元18年（1281年）には「江西道都元帥」に任じられて江西地方に駐屯したが、間もなく亡くなった。

## フーシン部タガチャル家
- ボロクル・ノヤン（Boroqul noyan ＞博爾忽/bóĕrhū, بورقول نويان/būrqūl nūyān）
  - 行省兵馬都元帥タガチャル（Taγačar ＞塔察児/tǎcháér）
    - 行省兵馬都元帥ベルグテイ（Belgütei ＞別里虎䚟/biélǐhŭdǎi）
      - 蒙古軍万戸ミリチャル（Miričar ＞密里察児/mìlǐcháér）
        - 江西道都元帥アルクイ（Alqui ＞阿魯灰/ālŭhuī）
          - イキレテイ（Ikiretei ＞亦乞列歹/yìqǐlièdǎi）

        - 蒙古軍万戸ベルケ・ブカ（Berke buqa ＞別里閣不花/biélǐgé bùhuā）
          - 服都万戸シリベキ（Siri begi ＞昔里別吉/xīlǐbiéjí）
            - 万戸カサル（Qasar ＞合撒児/hésāér）

      - 蒙古軍万戸スルドタイ（Suldutai ＞宋都䚟/sòngdōudǎi）